# 容基耶尔 (埃罗省)
容基耶尔（法語：Jonquières，法語發音：[ʒɔ̃kjɛʁ] ⓘ）是法国埃罗省的一个市镇，属于洛代沃区。

## 地理
容基耶尔（43°40'31"N, 3°28'33"E）面积2.05 平方千米，位于法国奧克西塔尼大區埃罗省，该省份为法国南部沿海省份，南濒地中海，西南接奥德省，西北接塔恩省和阿韦龙省，东北与加尔省接壤。
与容基耶尔接壤的市镇（或旧市镇、城区）包括：圣安德烈-德桑戈尼斯、圣费利德洛代、圣吉罗、圣萨蒂南德吕西扬。

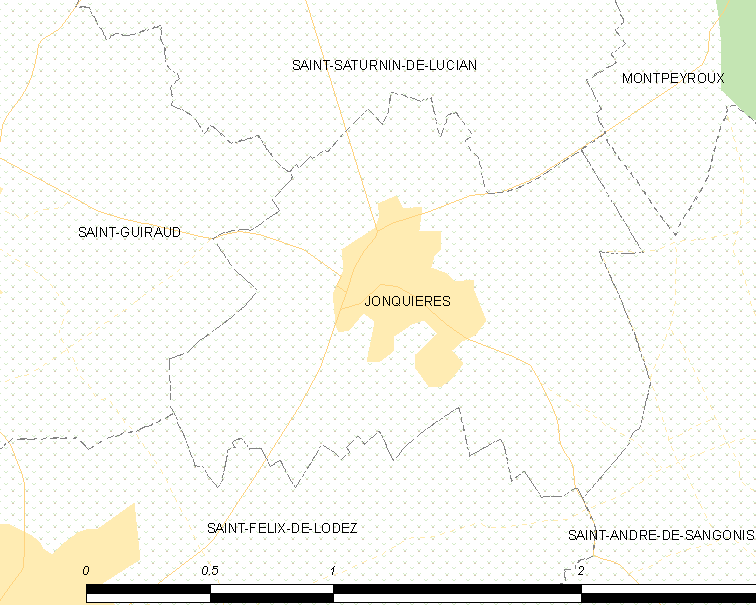
的OSM定位图

容基耶尔的时区为UTC+01:00、UTC+02:00（夏令时）。

## 行政
容基耶尔的邮政编码为34725，INSEE市镇编码为34122。

## 政治
容基耶尔所属的省级选区为日尼亚克县。

## 人口

1962-2008年间人口变化图示

容基耶尔于2022年1月1日时的人口数量为588人。